# تله بوم‌شناختی
تله‌های بوم‌شناختی یا تله زیست‌محیطی (به انگلیسی: Ecological trap) سناریوهایی هستند که در آن تغییر سریع محیطی سبب می‌شود تا جانداران ترجیح دهند در زیستگاه‌های بی‌کیفیت زندگی کنند. این مفهوم از این باور ناشی می‌شود که جاندارانی که به‌طور فعال زیستگاه را انتخاب می‌کنند باید به نشانه‌های محیطی برای کمک به شناسایی زیستگاه با کیفیت بالاتر تکیه کنند. اگر کیفیت زیستگاه یا نشانه تغییر کند به طوری که یکی به‌طور قابل اعتماد دیگری را نشان ندهد، ممکن است جانداران زنده به سوی زیستگاه بی‌کیفیت فریب بخورند.